# Alfta-Ösa OK

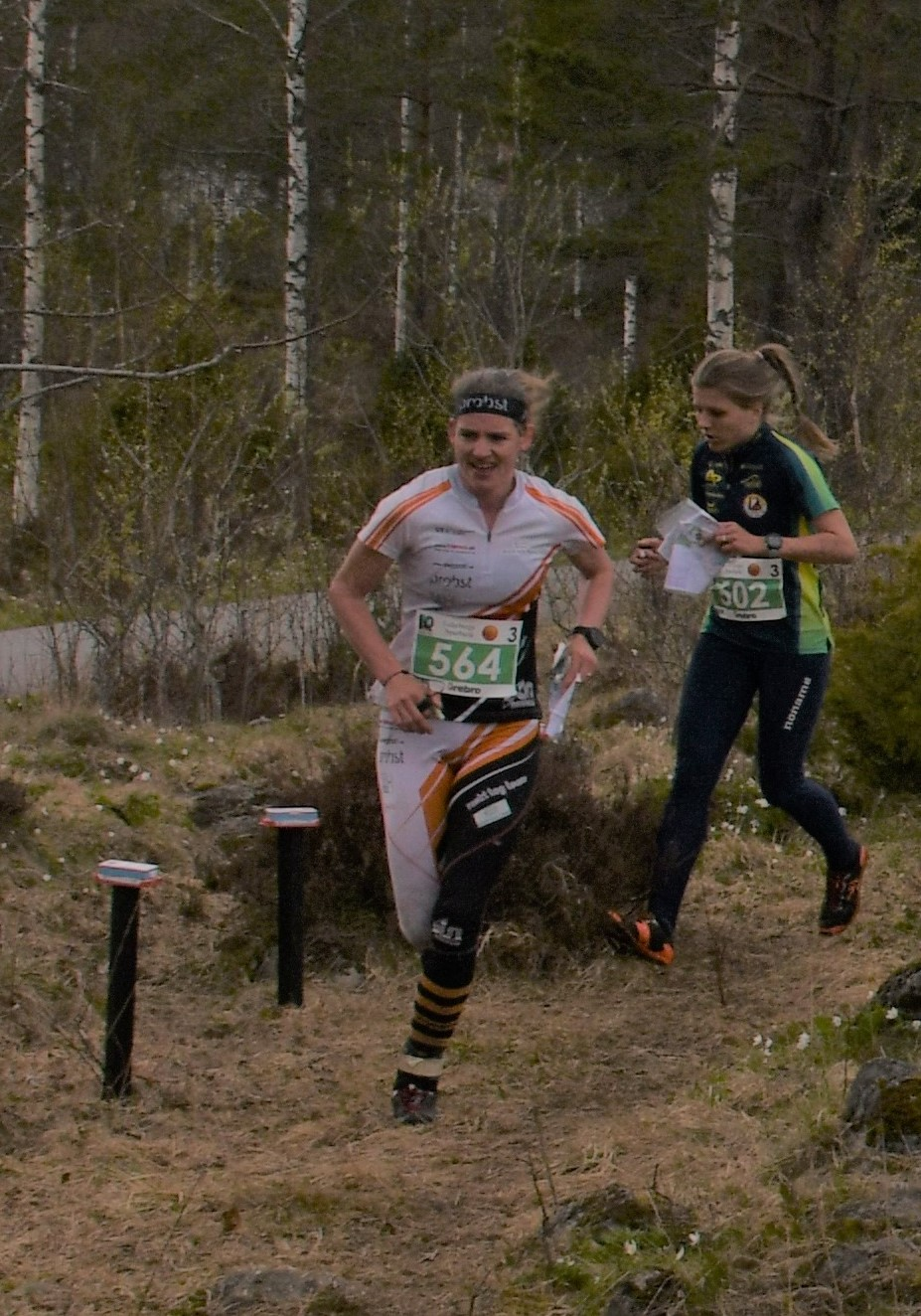
Alfta-Ösas Jana Knapová Stehlíková till höger under Tiomila 2022.

Alfta-Ösa OK är en idrottsklubb som hör hemma i Alfta i Hälsingland och som är aktiv inom orientering, skidorientering och orienteringsskytte. Klubben bildades 1980 då klubbarna Alfta SOK och ÖSA OK slogs ihop, båda från Alfta.
Innan dessa två klubbar bildades tävlade man i orientering för Alfta GIF (gymnastik- och idrottsförening), som bildades 1900. Den första distriktsmästaren från klubben blev Birger Blomqvist 1930. Erik Blomberg blev svensk mästare 1940 och Svens Thyr tvåa på SM 1942.
Klubben har varit använt en stuga i Malviksbo fäbod (7 km söderut) och en i Stafsberg (15 km söderut). Nu har klubben Kvarnstugan centralt i Alfta.

## Framgångsrika orienterare i klubben
- Erik Rost
- Tove Alexandersson (skidorientering)

Klubben har även stafettframgångar på damsidan i fotorientering med en vinst 2017 i Venlakavlen och fina placeringar i 10-mila.

## Ösaträffen

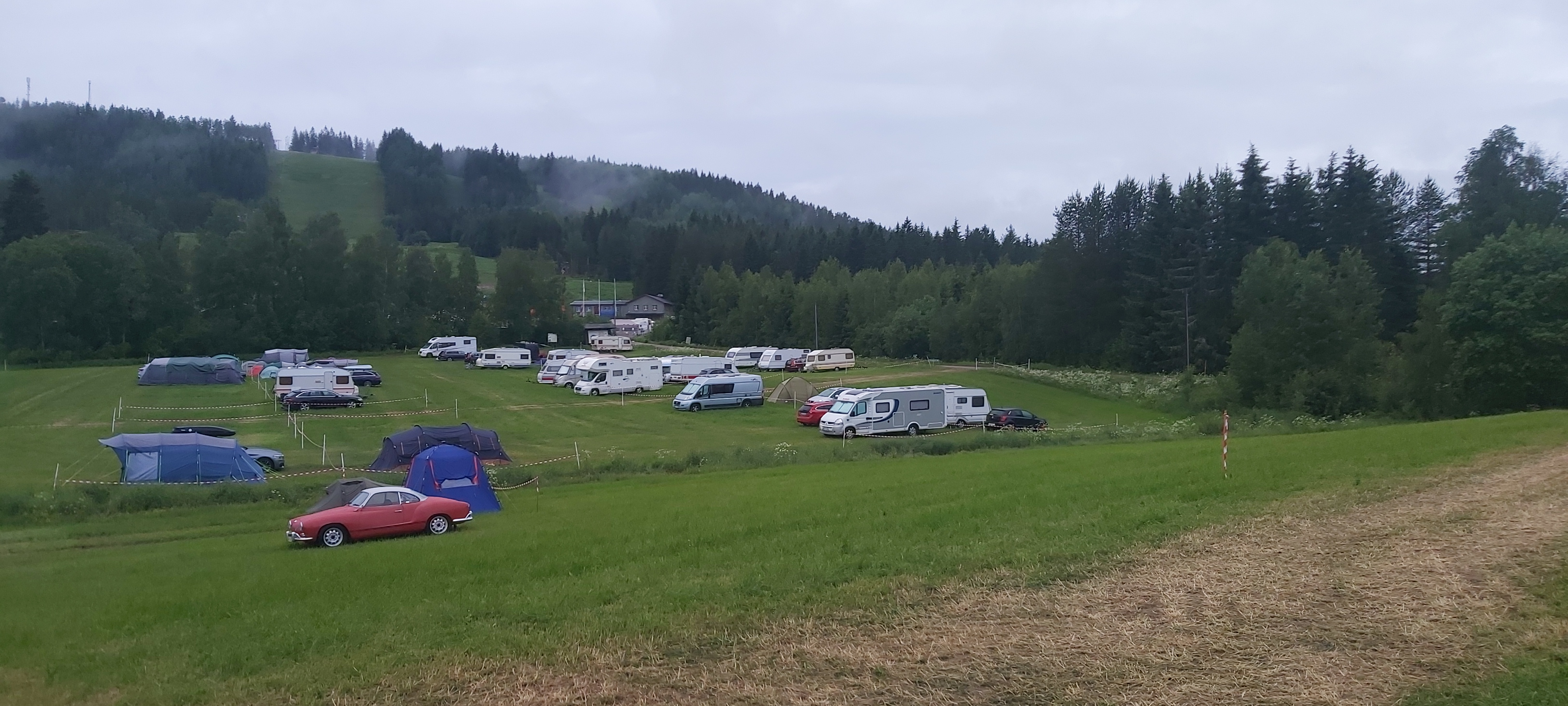
Kamping vid Ösaträffen 2024 vid Edsbyn.

Ösaträffen är en orienteringstävling som arrangeras av Alfta-Ösa OK varje år med tävlingar i två till fyra dagar. Tävlingen har funnits sedan 1976 och på senare år så har det varit ca 1000 startande per dag. Tävlingen är för hela familjen och den sociala samvaron och arrangemangen runt omkring är lika viktiga, som tex den traditionella fisketävlingen.

### Tävlingens olika platser genom åren
| År    | Plats                          | Tävlings-dagar | Karta                                                      | Övrigt                                |
| ----- | ------------------------------ | -------------- | ---------------------------------------------------------- | ------------------------------------- |
| 2019  | Gammel-homna                   | 4              | Nyritade och reviderade 2018, kartnorm ISOM 2017           | Även Veteran SM 2019                  |
| 2018  | Homna                          | 3              | Nyproducerade kartor 2017/18                               |                                       |
| 2017  | Annefors, Blybergsbo           | 4              | Annefors, Blybergsbo                                       |                                       |
| 2016  | Skräddrabo, Vargatjärnshällene | 3              |                                                            |                                       |
| 2015  | Rimsbo, Bollnäs Finnskog       | 3              |                                                            |                                       |
| 2014  | Gammel-homna                   | 3              | Stenatjärnarna, utökad av Stefan Carlsson                  | Även MTB-o och springskytte           |
| 2013  | Alfta, Forsparken              | 3              | Nabban, sprintkarta Alfta, Vikeberget resp. Mossbohällarna | Underhållning och dans på folkparken. |
| 2012  | Lössenbo grustag.              | 2              | Stenatjärnarna                                             | Final Silva League                    |
| 2011  | Häsbo                          | 3              | Häsbo, utökad av Stefan Carlsson                           |                                       |
| 2010  | Vinströmmen                    | 2              | Vinströmmen                                                |                                       |
| 2009  | Södra Blommaberg               | 2              | Vinströmmen, utökad                                        |                                       |
| 2008* | Vängsbo                        | 2              | Vinnberg                                                   |                                       |
| 2007  | Österomsjön, Gässlingen        | 2              | Gässlingen                                                 |                                       |
| 2006* | Voxnabruk                      | 2              | Voxna hedar                                                | Genrep för O-Ringen-funktionärerna    |
| 2005  | Vinströmmen                    | 2              | Vinströmmen                                                |                                       |
| 2004* | Vinnbergsmyran                 | 3              | Vinnberg, ritad av Maths Östberg                           |                                       |

* = År då tävlingen hette Alftafejden